# ウィーン・コンツェルトハウス弦楽四重奏団
ウィーン・コンツェルトハウス弦楽四重奏団（Wiener Konzerthaus streicherquartett）は、ウィーン・フィルハーモニー管弦楽団の第1ヴァイオリン奏者の一人アントン・カンパーを中心として結成された弦楽四重奏団。
1934年、当時ウィーン交響楽団のメンバーだったアントン・カンパー（第1ヴァイオリン）とフランツ・クヴァルダ（チェロ）を中心にカンパー＝クヴァルダ四重奏団として結成された。他のメンバーはカール・マリア・ティッツェ（第2ヴァイオリン）、エーリヒ・ヴァイス（ヴィオラ）。1937年から1938年までにメンバー全員がウィーン・フィルハーモニー管弦楽団に移籍した。
1957年にチェロがルートヴィヒ・バインルに交代、1959年に第2ヴァイオリンがヴァルター・ヴェラーに交代した。
1967年、カンパーの引退により解散した。
ウェストミンスター・レーベルに、シューベルトの弦楽四重奏曲全集をはじめとして、ベートーヴェンの弦楽四重奏曲選集、ウィーン・フィルハーモニーの首席クラリネット奏者であったレオポルト・ウラッハと組んだモーツァルトのクラリネット五重奏曲およびブラームスのクラリネット五重奏曲、ウィーン・フィルとしばしば共演していたピアニスト、ワルター・パンホーファーとのシューベルトのピアノ五重奏曲「ます」などの名盤を残し、それらはモノラル録音にもかかわらず、現在でも決定盤といわれることもまれではない。